# Флигель городской усадьбы С. И. Мамонтова
Фли́гель городско́й уса́дьбы — дом в Москве на Садовом кольце. Единственная сохранившаяся постройка городской усадьбы С. И. Мамонтова. Построен в 1870-х годах, надстроен в начале 1890-х по проекту художника М. А. Врубеля. Здание имеет статус Объекта культурного наследия народов России федерального значения и охраняется государством.

## История
Городская усадьба на Садовой-Спасской улице была построена в 1816 году надворной советницей Прасковьей Есауловой. В 1867 году она была значительно перестроена, после чего там поселился известный меценат С. И. Мамонтов. В его салоне часто бывали Ф. И. Шаляпин, В. М. Васнецов, М. А. Врубель, С. В. Рахманинов и другие деятели культуры и искусства
От городской усадьбы Мамонтова до нашего времени сохранился только дворовый флигель, построенный в 1870-х годах. В 1891—1893 годах была выполнена надстроена торцевой части флигеля по проекту художника М. А. Врубеля, который определил стиль своего творения как «римско-византийский». В 1895—1896 годах надстраивалось всё здание, в 1911 году были частично изменены фасады. После этих перестроек архитектурный стиль флигеля можно охарактеризовать как «кирпичный».
Художник М. А. Врубель отделал фасады флигеля майоликой (декор не сохранился), над въездными воротами помещалась львиная маска. В оформлении интерьеров, не сохранившемся до наших дней, также широко использовалась майолика. Два майоликовых камина и две печи, сделанные по эскизам Врубеля, сейчас экспонируются в музее-заповеднике Абрамцево.
В 1898 году усадьба была заложена в связи с тяжёлым финансовым положением Мамонтова. В 1912 году на месте главного дома была построена мужская гимназия Страхова, сохранилась только часть его капитальных стен.

## Галерея

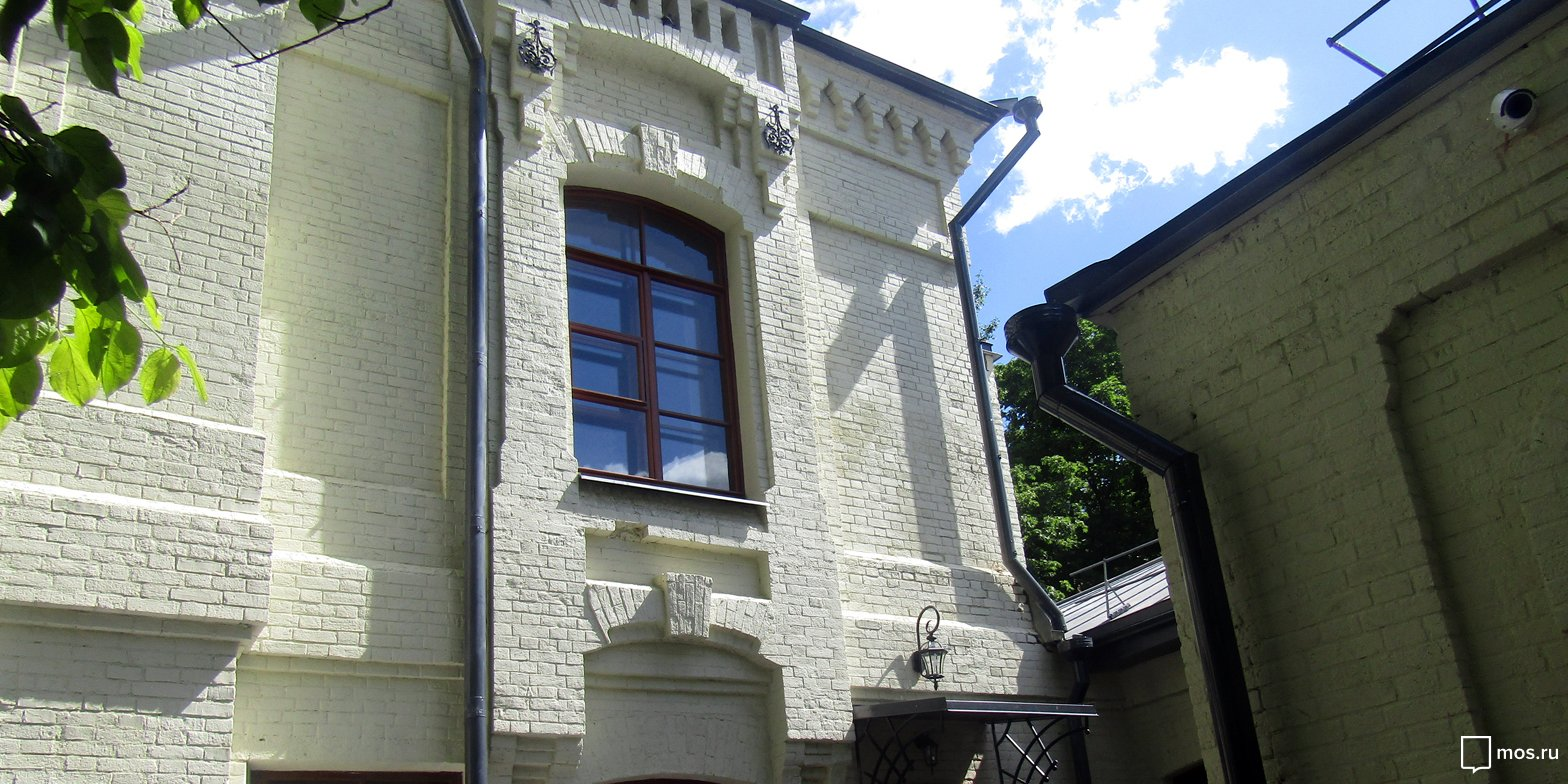
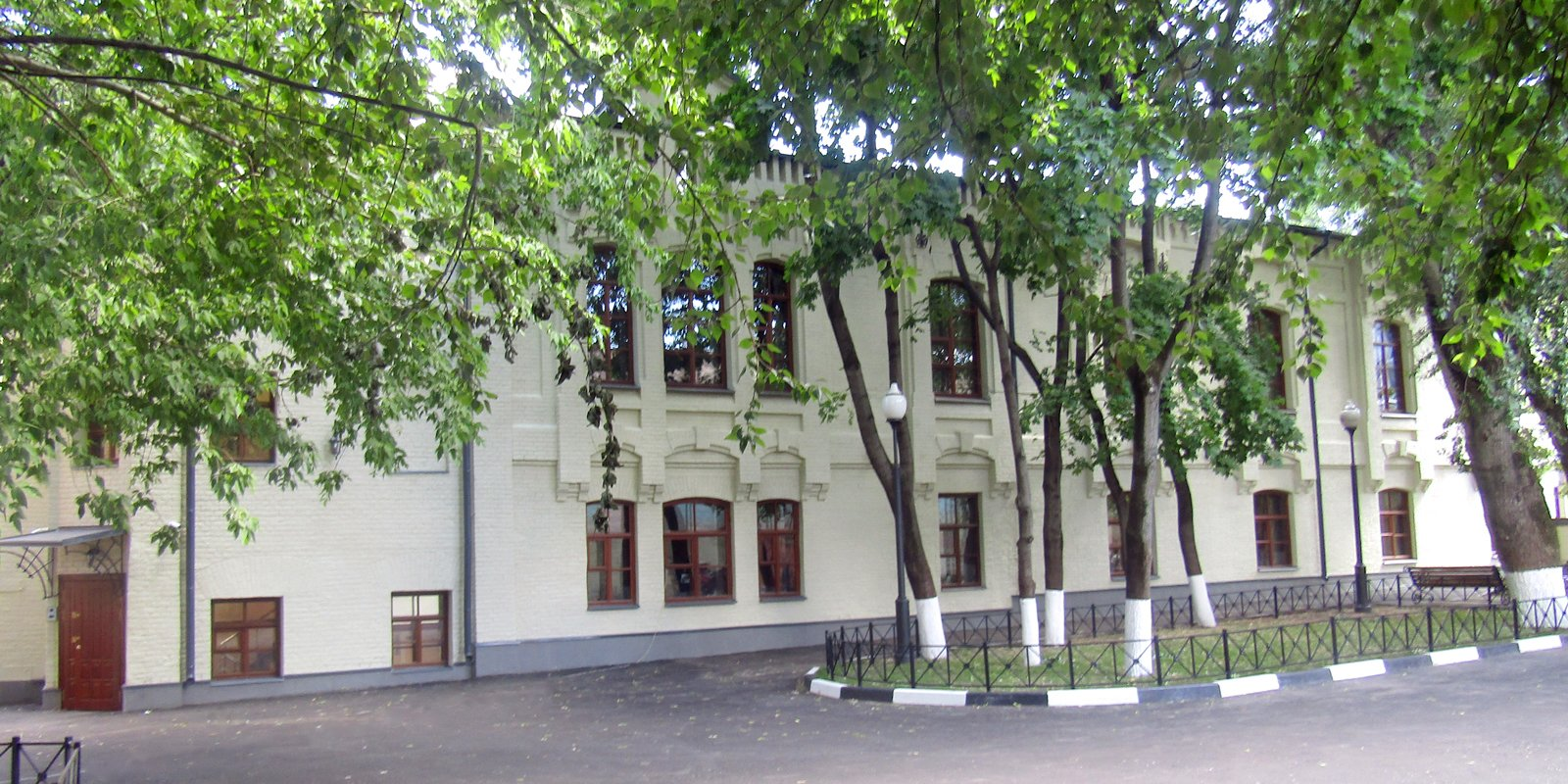
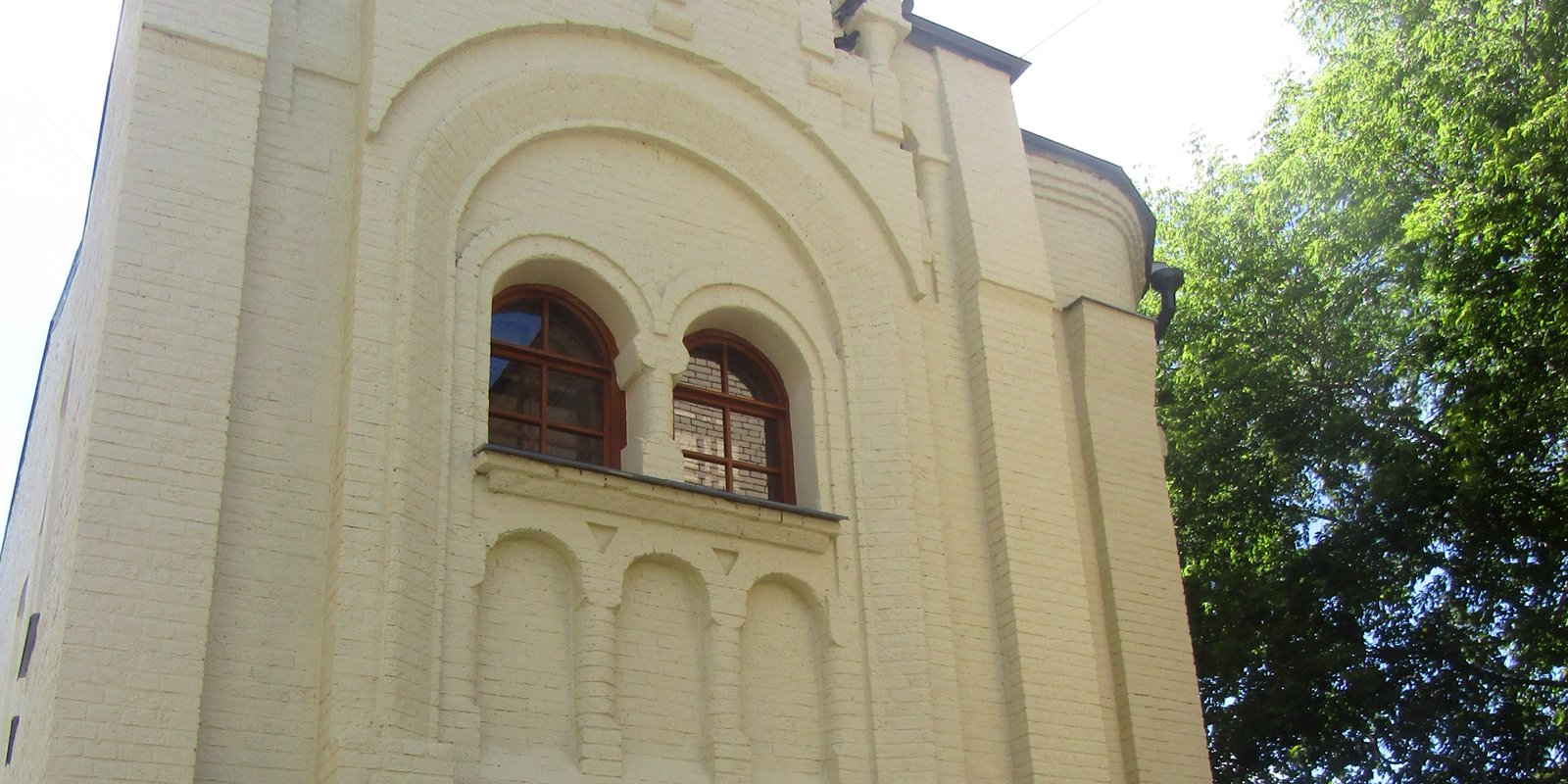
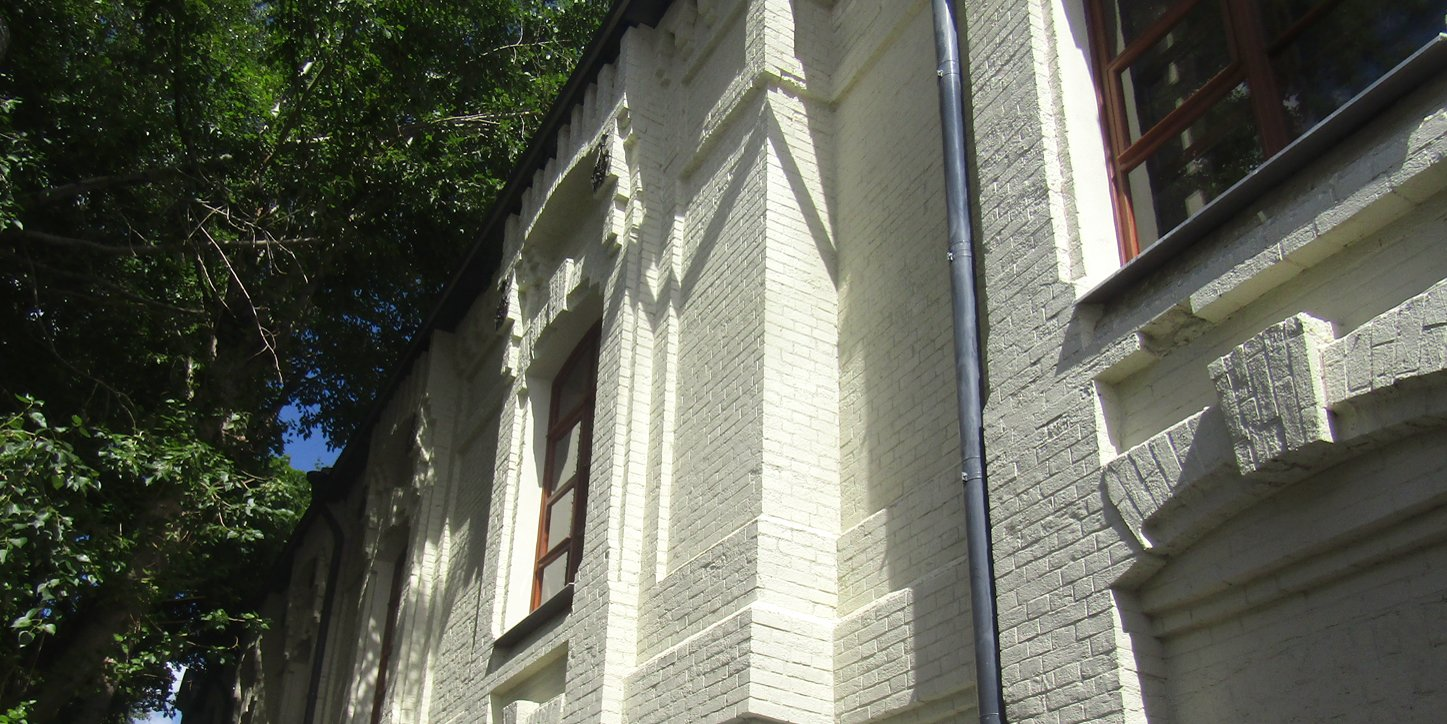